# Izaak Godijn
Izaak Godijn nebo Izaak Godyn (asi 1660, Antverpy – po 1712, Praha) byl vlámský malíř doby vrcholného baroka, který po pobytu v Itálii strávil většinu své známé umělecké kariéry jako dvorní malíř v Praze. Maloval překrásné barokní fresky a lovecká zátiší. Přinesl do Čech vlámský styl barokních obrazů s loveckými scénami.

## Životopis
Podrobnosti o jeho životě jsou vzácné. Izaak Godijn se pravděpodobně narodil kolem roku 1660 v Antverpách. Je považován za mladšího bratra malíře Abrahama Godijna (či Abrahama Godyna), který studoval u jiného významného malíře Hendrika Herregoutse. Není známo u koho a kde studoval Izaak, možná v Antverpách.

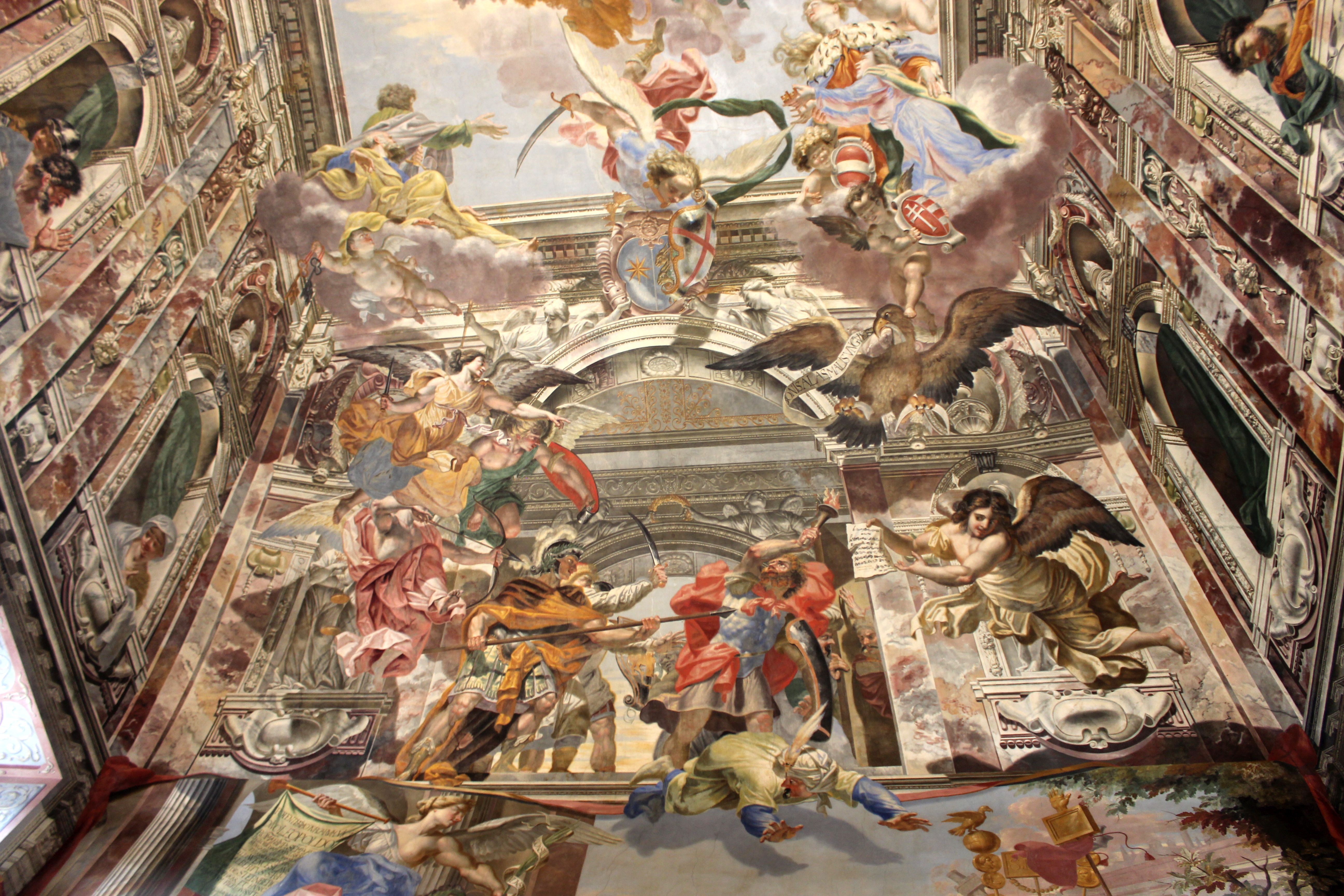
Chrám boha Januse, freska v Trojském zámku

Pravděpodobně cestoval do Itálie ve společnosti svého bratra Abrahama Godijna. V roce 1690 se přestěhoval do Prahy, kde společně s bratrem začal pracovat jako dvorní malíř rodiny Šternberků. Spolupracoval s ním na freskách v pražském Trojském zámku. Bratři patřili do skupiny umělců, kteří od roku 1687 do roku 1693 pracovali pro hraběte Václava Alberta Šternberka na výzdobě jeho letního sídla, Trojského zámku, který si dal vystavět v letech 1679–1685, a to monumentální malbou hlavního sálu. Mezi malíři byli i jiní vlámští umělci, například Johann Baptiste Bouttats.
Poté, co se Abraham Godijn vrátil do Antverp, zůstal Izaak v Praze jako dvorní malíř, především u hraběte Jana Kolovrata-Libštejnského a pro Václava Vojtěcha Šternberka, pro kterého maloval od roku 1693 až do Šternberkovy smrti v roce 1708.
V roce 1700 se v Praze na Malé Straně oženil se zdejší měšťanskou dcerou Konstancií. V letech 1701 až 1707 dávali u sv. Mikuláše na Malé Straně pokřtít své děti: Josefa Gervasia Jana (* 1701), Dorotheu Annu (* 1702). Arnošta Bedřicha (*1703), Jiřího (* 1704), jemuž šel za kmotra vlámský malíř George Bredael, Petra Jana Křtitele (* 1705), jemuž šel za kmotra malíř Petr Keck, a dceru Veroniku Markétu (* 1707). Bydleli v domě čp. 309/III U sedmi svícnů na Jánském vršku (nyní Břetislavova ulice č. o. 14).
Od roku 1703 Izák žádal o členství v malířském cechu na Malé Straně v Praze, pravděpodobnou překážkou zpočátku byla privilegovaná pozice a prohlášení hraběte Šternberka, že Godijn je jeho dvorním malířem. Izaak zůstal v Praze i po Šternberkově smrti v roce 1708 a podle některých autorů členství v cechu získal.
Datum a místo jeho smrti nejsou doloženy, podle některých autorů zemřel v Praze po roce 1712,, podle Marie Mžykové roku 1714 a podle dalších až kolem roku 1724, přežil by tedy svou manželku, která zemřela v domě U sedmi svícnů roku 1720 a byla pohřbena v kostele sv. Jana v Oboře.

## Dílo

Triumfální jízda císaře Leopolda I. a padající Turek; freska bratří Godynů v sále zámku Trója

Izaak Godijn spolupracoval s Abrahamem Godijnem na freskách, které si dal hrabě Šternberk namalovat v hlavním sále Trojského zámku. Obrazy jsou považovány za jeden z nejlepších příkladů barokní fresky v severní Evropě. Fresky využívají iluzionistické efekty a triumfální momenty válečné historie habsburské dynastie. Scény navazují na barokní schéma architektonické symboliky, kdy strop zobrazuje nebeský svět a stěny svět pozemský. Strop zdobí nebeské bytosti, které údajně Habsburky ochraňovaly.

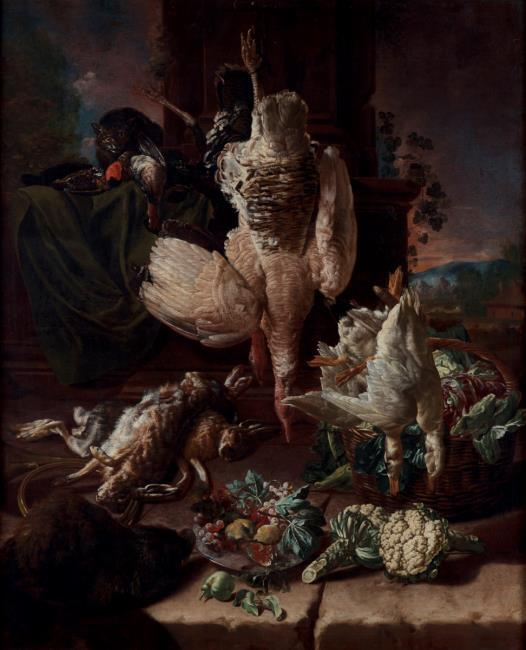
Zátiší s drůbeží, zajíci, ovocem a zeleninou, Kolowratská obrazárna, Rychnov nad Kněžnou (zámek)

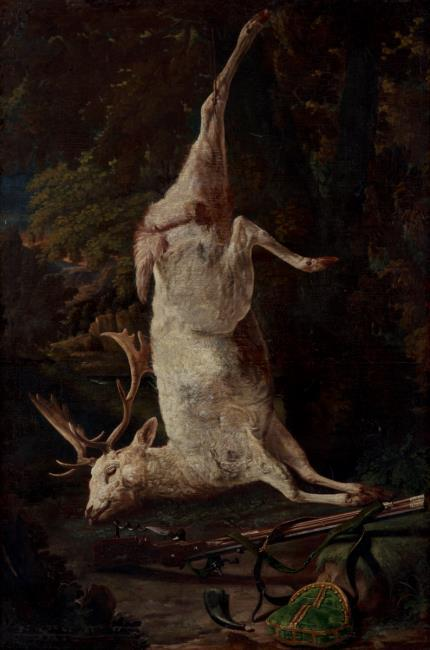
Zátiší s bílým daňkem, Kolowratská obrazárna

Pod klenutými fabiony se vznášejí andělé a putti ve stylu trompe-l'œil, které ukazují scény z historie Habsburků. Pozemský svět vyobrazený na stěnách, se kompozicí vztahuje k hlavní scéně na čelné stěně, Apoteóze vítězství Leopolda I., císaře Svaté říše římské nad Turky u Vídně. Císař pod ochranou personifikované Slávy a Fámy jede ve zlatém kočáře, taženém tureckými zajatci.
Nad ním s Ianova římského chrámu, střeženého archandělem Michaelem, padá s nataženýma rukama osmanský generál, Turek Kara Mustafa a jeho stín se odráží na pozadí stěny s efektem trompe-l'oeil (viz ilustrace). Delší zeď drží sochy nebo busty habsburských panovníků v grisaille. Jejich fresky dosáhly sofistikované a komplexní syntézy fiktivního malířství architektury a živých figurálních scén, tak se staly vzorem i pro další pražské paláce. Přesný podíl Izaaka v této dekorativní malbě je ještě třeba vyjasnit.
Protože Izaakova účast na malbách na zámku v Troji není doložena, je nyní uznáván především za uvedení loveckého zátiší do Čech. Na zavádění nizozemského typu obrazů loveckých trofejí měl vliv Johann Baptist Bouttats, je možné že i Izaakův bratr Abraham Goddijn. Je známo, že Izaak namaloval mnoho obrazů loveckých trofejí pro šlechtické rody Šternberků, Černínů a pro Jana Libštejnského z Kolovrat. Sedmnáct těchto olejomaleb na plátně má velký formát (kolem 95 x 135 cm, Zátiší s bílým daňkem dokonce 198,5 x 130 cm), dochovaly se v Kolowratské obrazárně na zámku v Rychnově nad Kněžnou nebo v Černíkovicích. Pro své lovecké scény čerpal inspiraci z prací Franse Snyderse v přepychu a dekorativnosti a z děl Jacoba Victorse a Melchiora d'Hondecoetera v jejich celkové koncepci a využití krajiny. Podle vlámské tradice vytvořil ve svých loveckých scénách dramatický efekt. Pokračoval v pozdně barokním stylu používání dramatické kompozice a osvětlení. Ve svých kompozicích umísťoval jasně osvětlenou kořist před pochmurnou krajinu nebo temný kuchyňský interiér.